# Phaeophilacris aroussiensis
Phaeophilacris aroussiensis är en insektsart som beskrevs av Johann Heinrich Kaltenbach 1983. Phaeophilacris aroussiensis ingår i släktet Phaeophilacris och familjen syrsor. Inga underarter finns listade i Catalogue of Life.